# Bugårdsparken idrettsplass
De Bugårdsparken idrettsplass  is een ijsbaan in Sandefjord in de provincie Vestfold in het zuiden van Noorwegen. Bij voldoende vorst wordt op een grasveld in Bugårdsparken een natuurijsbaan geprepareerd. De natuurijsbaan is gelegen op 47 meter boven zeeniveau. De eerste geregistreerde wedstrijden op de natuurijsbaan dateren uit 1921. Er zijn op deze ijsbaan verschillende Noorse kampioenschappen georganiseerd.

## Nationale kampioenschappen
- 1928 - NK allround mannen
- 1958 - NK allround vrouwen
- 1961 - NK allround mannen

## Sandefjord Skøiteklub
De Bugårdsparken idrettsplass is de thuisbaan van de Sandefjord Skøiteklub. Bekende (ex-)schaatsers van deze vereniging zijn:
- Martine Lilløy Bruun
- August Teodor Haugen
- Sofie Karoline Haugen
- Tormod Bjørnetun Haugen
- Aslaug Pedersen
- Bjørn Tveter
- Roger Strøm
- Tore Solli